# Bom Princípio (Caucaia)
Bom Princípio é um distrito do município de Caucaia, na Região Metropolitana de Fortaleza. Criado pela Lei Municipal nº 555, de 6 de abril de 1991. Seu acesso se dá pela BR-020.